# 東美角鴞
東美鸣角鴞（eastern screech owl，Megascops asio），是一種小型貓頭鷹。常見於美國。

## 描述
成鸟长度为16-25厘米，其腹部羽毛为暗红色或暗灰色的图案。小而结实，尾短翅宽，头大且圆，眼睛黄色，尾羽淡黄色。暗红色在南部地区分布更广泛一些，两个颜色的变种互相配对时有发生。在加拿大西部和美国中北部还存在一种浅灰色变种。

## 繁殖
东美鸣角鸮在东北美的落叶或者混合树林繁殖栖息。它们通常独居，在树上筑巢。它们是严格的夜间活动的鸟类，白天在巢里或者边上的树干上休息。它们很常见，并且能经常在居民区被发现。

## 亞種
依據ITIS資料報告：Megascops asio之亞種如下羅列。.
- M. a. asio
- M. a. floridanus
- M. a. hasbroucki
- M. a. maxwelliae
- M. a. mccallii

## 圖片

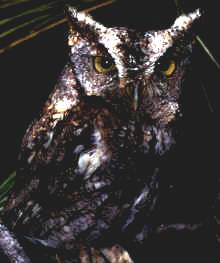
灰色系
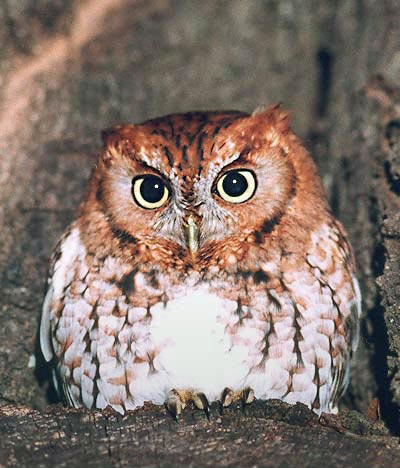
紅色系
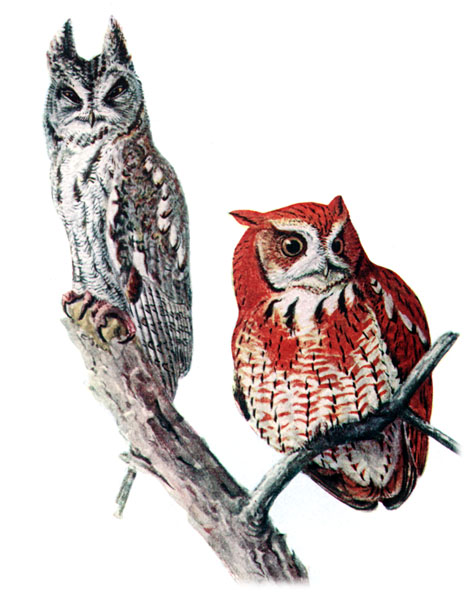
灰色系(左)及紅色系(右)
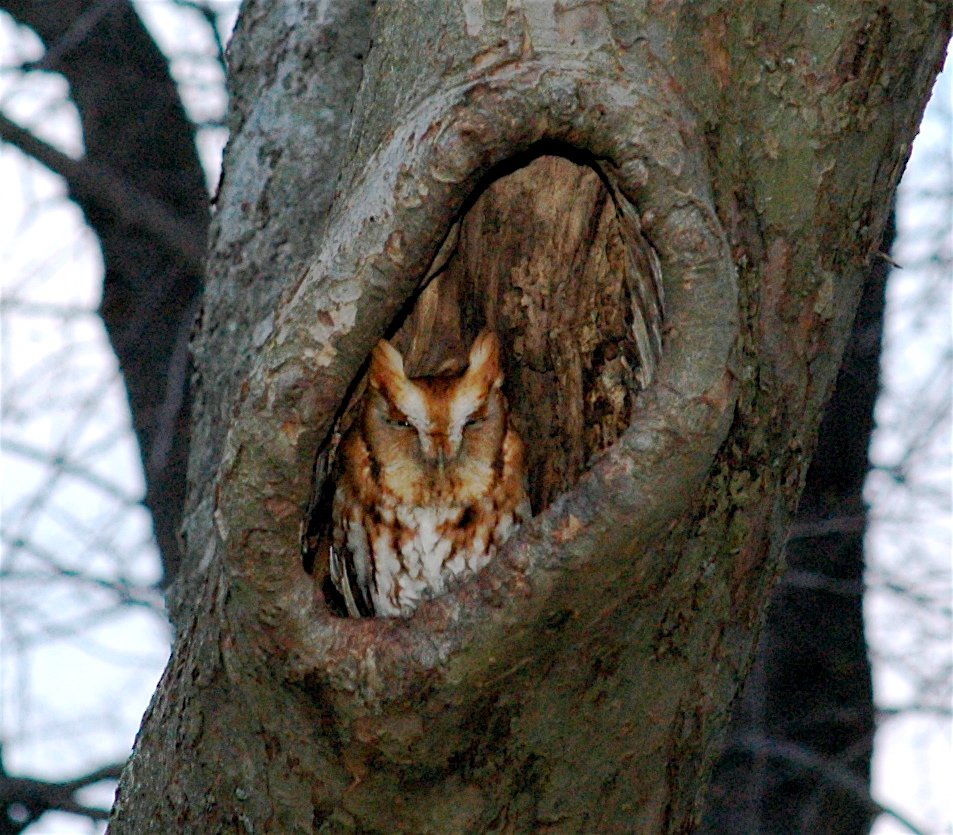
紅色系

## 外部連結
- Eastern Screech Owl — Otus asio — USGS Patuxent Bird Identification InfoCenter （英文）
- Eastern Screech Owl Species Account （页面存档备份，存于） — Cornell Lab of Ornithology （英文）